# Guglielmo Motolese
(Guglielmo Motolese)
Guglielmo Motolese (Martina Franca, 5 novembre 1910 – Taranto, 5 giugno 2005) è stato un arcivescovo cattolico italiano, arcivescovo di Taranto.

## Biografia
Figlio di Paolo e Luisa Basile nasce in una ricca famiglia di proprietari terrieri; è fratello di  Alberico e Alfonso. Dopo aver conseguito la licenza in sacra teologia, il 21 gennaio 1941 conseguì la laurea in diritto civile e canonico (in utroque iure) al Pontificio istituto Utriusque Iuris con una tesi sull'arcivescovo Brancaccio e la riforma tridentina.
Nel 1945 l'arcivescovo di Taranto Ferdinando Bernardi lo nominò suo vicario generale.
Il 21 giugno 1952 fu nominato vescovo titolare di Eutime ed ausiliare di Taranto e il 7 ottobre dello stesso anno fu consacrato vescovo dal cardinale Adeodato Giovanni Piazza, co consacranti i vescovi  Roberto Ronca Prelato di Pompei e Alberico Semeraro vescovo di Oria.
Fu nominato amministratore apostolico sede plena da febbraio ad ottobre del 1954 della diocesi di Matera - Acerenza , della diocesi di Castellaneta dal 21 novembre 1956 al 21 novembre 1957 e dell'arcidiocesi di Taranto dal 23 settembre 1957 fino alla morte dell'arcivescovo Bernardi (18 novembre 1961), quando papa Giovanni XXIII lo nominò arcivescovo di Taranto. L'ingresso nella cattedra di San Cataldo avvenne l'11 febbraio 1962.
In qualità di arcivescovo di Taranto partecipò ai lavori del Concilio ecumenico Vaticano II.
Dal 25 maggio 1969 fu amministratore apostolico sede vacante della diocesi di Castellaneta, che dal 14 maggio 1974 al 27 settembre 1980 venne unita in persona episcopi alla cattedra di Taranto.
Fu presidente della Conferenza episcopale pugliese dal 1973 al 1987 e vicepresidente della Conferenza episcopale italiana dal 1974 al 1981.
Dal 1976 al 1981 presiedette la Caritas italiana.
Il 5 ottobre 1985 presentò le sue dimissioni per limiti di età e il 21 novembre 1987 lasciò l'arcidiocesi all'arcivescovo suo successore Salvatore De Giorgi.

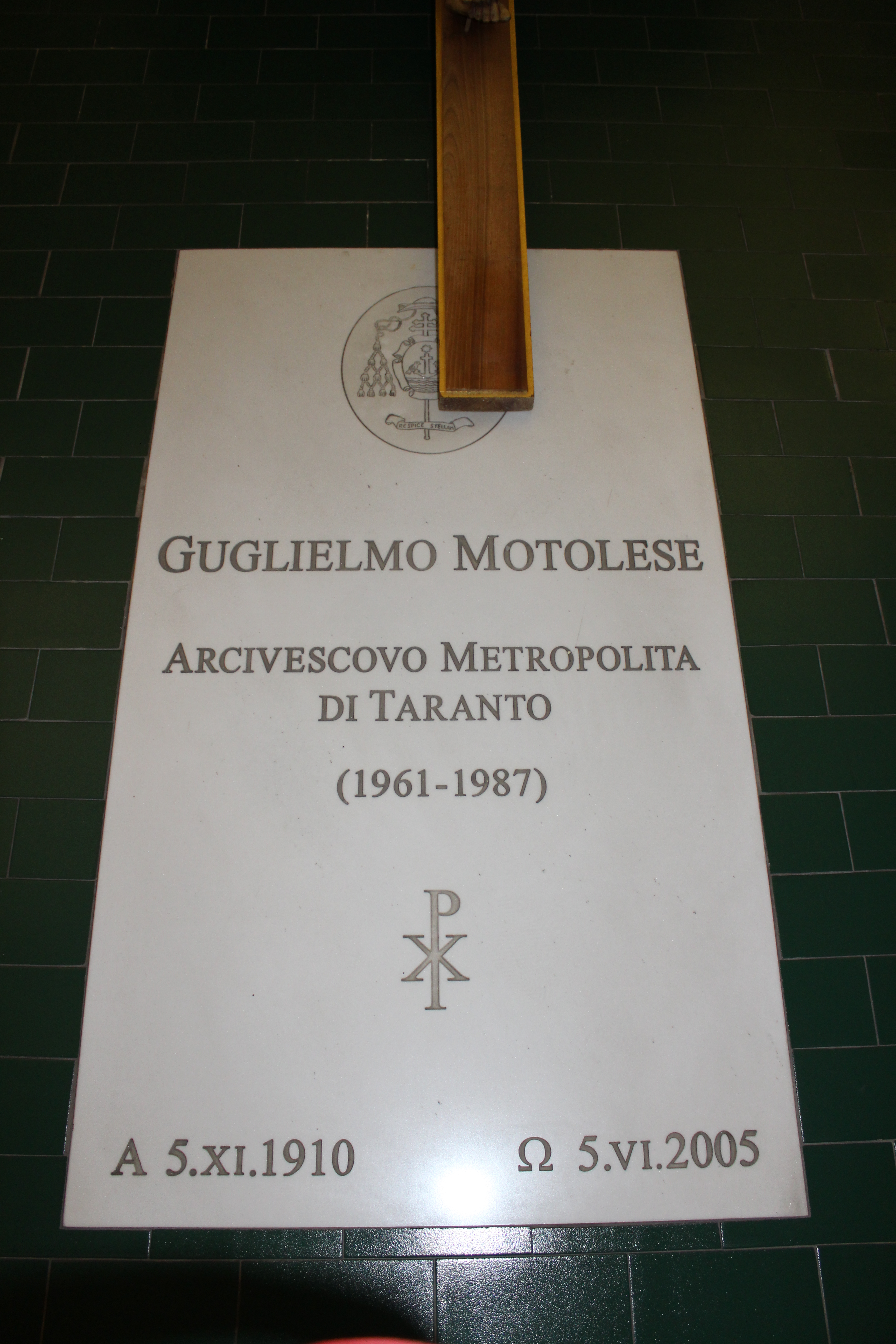
Lapide tombale di Mons. Guglielmo Motolese

Si spense a Taranto il 5 giugno 2005. Le sue spoglie riposano nella concattedrale di Taranto, costruita sotto il suo episcopato.

## Scritti
Circa 30 lettere pastorali tra cui “A voi parlerò di Dio, a Dio parlerò di voi” e “La nostra risposta al Concilio”.

## Opere
L'11 febbraio 1965 inaugura il nuovo seminario di Poggio Galeso.
Nel dicembre del 1970 consacra la nuova concattedrale dedicata alla Gran Madre di Dio (iniziata nel 1964), progettata da Giò Ponti. La chiesa è munita di una facciata a forma di vela che si riflette nell'acqua delle vasche antistanti.
Il 17 ottobre 1983 lancia l'idea della "Cittadella della Carità", per l'assistenza socio-sanitaria di anziani e non autosufficienti. La Fondazione, inaugurata il 1º maggio 1988. Dal 1995, per volontà dello stesso fondatore, è iniziata la collaborazione con la Fondazione Centro San Raffaele del Monte Tabor di Milano, che ha portato alla nascita dell'attuale Fondazione San Raffaele Cittadella della Carità.
Durante il suo episcopato si costruiscono 43 chiese nel territorio diocesano, soprattutto in campagna.

## Genealogia episcopale
La genealogia episcopale è:
- Cardinale Scipione Rebiba
- Cardinale Giulio Antonio Santorio
- Cardinale Girolamo Bernerio, O.P.
- Arcivescovo Galeazzo Sanvitale
- Cardinale Ludovico Ludovisi
- Cardinale Luigi Caetani
- Cardinale Ulderico Carpegna
- Cardinale Paluzzo Paluzzi Altieri Degli Albertoni
- Papa Benedetto XIII
- Papa Benedetto XIV
- Cardinale Enrique Enríquez
- Arcivescovo Manuel Quintano Bonifaz
- Cardinale Buenaventura Córdoba Espinosa de la Cerda
- Cardinale Giuseppe Maria Doria Pamphilj
- Papa Pio VIII
- Papa Pio IX
- Cardinale Alessandro Franchi
- Cardinale Giovanni Simeoni
- Cardinale Antonio Agliardi
- Cardinale Basilio Pompilj
- Cardinale Adeodato Giovanni Piazza, O.C.D.
- Arcivescovo Guglielmo Motolese

## Riconoscimenti civili
Dopo un referendum indetto dal quotidiano di Taranto, Corriere del Giorno, è riconosciuto come  "Tarantino del secolo XX".
Il 5 novembre 2004 il Politecnico di Bari, Facoltà di Ingegneria di Taranto, gli conferisce la laurea honoris causa di Ingegnere per l'Ambiente ed il Territorio.